# Alienator
Alienator è un film del 1990 diretto da Fred Olen Ray. È una storia di ambientazione fantascientifica.

## Trama
Il criminale Kol dopo essere stato graziato da un'esecuzione pubblica riesce a fuggire e raggiunge la terra. Si unisce ad una piccola banda braccata da un androide (l'Alienator del titolo) inviato per eliminare il fuggitivo.